# Hermenegildo Galeana (Ocozocoautla)
Hermenegildo Galeana es una localidad del estado mexicano de Chiapas. Es parte del municipio de Ocozocoautla de Espinosa.

## Toponimia
El nombre de la localidad rinde homenaje a Hermenegildo Galeana, héroe de la Independencia de México.

## Demografía
| Gráfica de evolución demográfica |
|                                  |

| Censo | Población |
| ----- | --------- |
| 1921  | 56        |
| 1930  | 216       |
| 1940  | 952       |
| 1950  | 731       |
| 1960  | 687       |
| 1970  | 636       |
| 1980  | 556       |
| 1990  | 977       |
| 2000  | 1 034     |
| 2010  | 1 068     |
| 2020  | 1 252     |